# Лінія 1 (Барселонський метрополітен)
41°23′13″ пн. ш. 2°10′12″ сх. д. / 41.387° пн. ш. 2.17° сх. д.
Лінія 1 (кат. Línia 1 або línia vermella) — друга за віком лінія Барселонського метрополітену, після лінії 3. 
Відкрита в 1926 році. 
Це найдовша лінія Барселонського метро, яка сполучає Оспіталет-де-Льобрегат і Санта-Кулома-де-Граманет. 
Є під орудою Transports Metropolitans de Barcelona (TMB). 
L1 є єдиною лінією метро в Іспанії, яка використовує іберійську колію, як і більшість іспанських магістральних залізниць.

Лінія була створена в 1926 році для сполучення між залізничними станціями міста в 1920-х роках, а також під час підготовки до Всесвітньої виставки 1929 року. 
З тих пір її розбудовували, на початок 2020-х лінія має 30 станцій та є найзавантаженішою в мережі. 
Ці станції архітектурно однорідні, і, як і у випадку з більшістю ліній метро в Барселоні, на них практично відсутні орнаменти. 
Більша частина лінії проходить під землею, за винятком однієї короткої дистанції, і в одному місці має спільний тунель з магістральними коліями. 

На початок 2020-х лінію прокладено від станції «Оспиталь-де-Бельвідже», розташованої у місті Оспіталет-де-Льобрегат, до станції «Фондо», розташованої у місті Санта-Кулома-де-Граманет. 
Довжина лінії становить 20,7 км та має 30 станцій.

Лінію обслуговують два депо, розташовані за станціями «Санта-Еулалія» та «Ла-Сагрера». 
Для відстою поїздів також використовуються тупики за станціями «Оспіталь-де-Бельвітже» та «Фондо».

## Загальна характеристика
Як і на інших лініях метрополітену, перегони між станціями складаються з єдиного тунелю, в якому розташовані обидві колії.

В даний час на лінії експлуатуються поїзди серії 6000 концерну Alstom, що почали впроваджуватись у 2007 році для поступової заміни складів серії 4000, які почали впроваджуватись у 1987 році. У минулому були поширені поїзди серії 100, 200, 300 та 400 виробництва інших концернів.
Лінія 1 має завдовжки 20,7 км і 30 станцій. За годину пік лінію обслуговують 16 поїздів.
В 2010 році, пасажирообіг лінії 1 склав 109,8 млн. осіб, що зробило лінію найзавантаженішою лінією Барселонського метрополітену. 

## Муніципалітети та райони, що обслуговує лінія
Муніципалітети, через які прокладена лінія 1: Барселона, Оспіталет-де-Льобрегат та Санта-Кулома-де-Граманет.
У Барселоні лінія обслуговує чотири райони: Ашямпла, Сант-Андреу, Сант-Марті та Сантс-Монжуїк.

## Станції

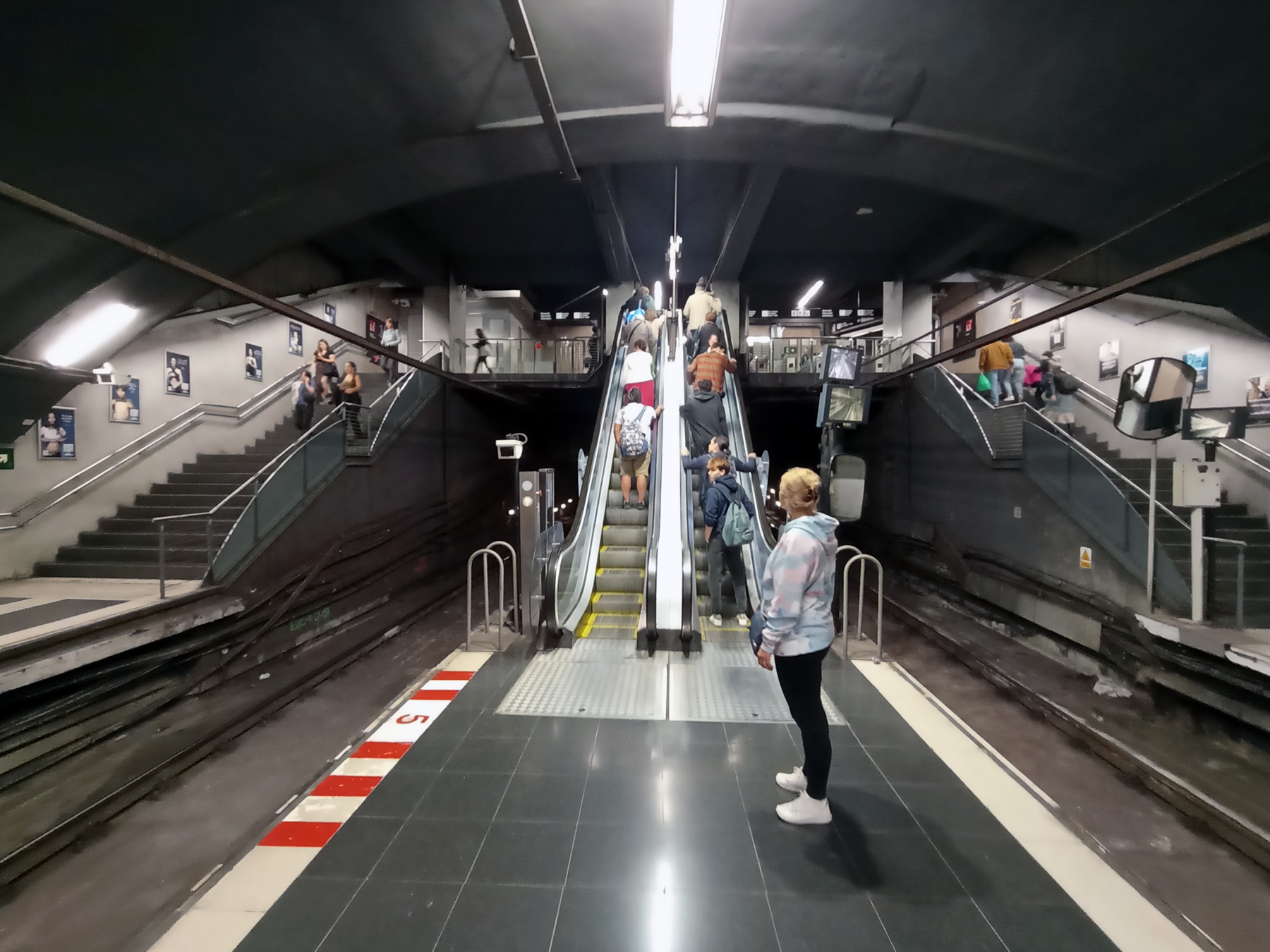
три платформи на станції «Фабра-і-Пуч»

Майже всі станції на лінії 1 мають дві прямі берегові платформи. Винятками є станції «Меркат-Ноу» та «Ла-Сагрера», де використовується єдина острівна платформа, а також дистанція від станції «Глорієс» до станції «Сант-Андреу», де використовуються 3 платформи (т.зв. барселонське або іспанське рішення), та станція «Торрас-і-Баджес» з однією береговою та однією острівною платформою.
26 з 30 станцій на лінії пристосовані для людей з обмеженими фізичними можливостями, за винятком станцій «Пласа-де-Сантс», «Еспанья», «Уркінаона» та «Клот». 

16 станцій з 30 мають пересадку на інші лінії метро, зупинки трамвайної системи Trambesos, лінії FGC, приміські та регіональні поїзди, а також до автобусів регіонального та далекого прямування:

| Станція                   | Пересадка на інші лінії метро       | Пересадка на інший вид транспорту                                           |
| ------------------------- | ----------------------------------- | --------------------------------------------------------------------------- |
| Ель-Прат-Естасьо          | Лінія 9S                            | Зал. станція Ель-Прат-де-Льобрегат                                          |
| Оспиталь-де-Бельвітже     | немає                               | немає                                                                       |
| Бельвітже                 | немає                               | немає                                                                       |
| Авінгуда-Каррілет         | Лінія 8 (FGC)                       | Інші лінії FGC                                                              |
| Рамбла-Жуст-Оліверас      | немає                               | Лінії Rodalies de Catalunya, Rodalia de Barcelone                           |
| Кан-Серра                 | немає                               | немає                                                                       |
| Флорида                   | немає                               | немає                                                                       |
| Туррасса                  | Лінія 9S Лінія 10S                  | немає                                                                       |
| Санта-Еулалія             | немає                               | немає                                                                       |
| Меркат-Ноу                | немає                               | немає                                                                       |
| Пласа-де-Сантс            | Лінія 5                             | немає                                                                       |
| Остафранкс                | немає                               | немає                                                                       |
| Еспанья                   | Лінія 3 Лінія 8 (FGC) ,             | Інші лінії FGC                                                              |
| Рокафорт                  | немає                               | немає                                                                       |
| Уржель                    | немає                               | немає                                                                       |
| Університет               | Лінія 2                             | немає                                                                       |
| Барселона-Каталонія       | Лінія 3 Лінія 6 (FGC) Лінія 7 (FGC) | Інші лінії FGC                                                              |
| Уркінаона                 | Лінія 4                             | немає                                                                       |
| Барселона — Арк-де-Тріумф | немає                               | R1, R3, R4, R12, RG1 Автовокзал «Естасьо-де-Норд»                           |
| Марина                    | немає                               | "Марина" (Trambesòs)                                                        |
| Глорієс                   | немає                               | «Глорієс» (Trambesòs)                                                       |
| Клот                      | Лінія 2                             | Зал. станція «Ель-Клот — Араго» R1, R2, R2 Nord, RG1, R11                   |
| Навас                     | немає                               | немає                                                                       |
| Ла-Сагрера                | Лінія 5 Лінія 9N Лінія 10N          | Зал. станція «Барселона — Ла-Сагрера — Меридіана» R-3, R-4, R-7, R12        |
| Фабра-і-Пуч               | немає                               | зал. станція «Сант-Андреу Ареналь» R3, R4, R7, R12 Автовокзал "Фабра-і-Пуч" |
| Сант-Андреу               | немає                               | зал. станція «Сант-Андреу Комталь» R2, R2 Nord, R11                         |
| Торрас-і-Бажес            | немає                               | немає                                                                       |
| Тринітат-Велья            | Лінія 3                             | немає                                                                       |
| Баро-де-Вівер             | немає                               | немає                                                                       |
| Санта-Кулома              | немає                               | немає                                                                       |
| Фондо                     | Лінія 9N                            | немає                                                                       |
| Монтигала — Льореда       | немає                               | немає                                                                       |
| Сан-Криіст                | немає                               | немає                                                                       |
| Буфала                    | немає                               | немає                                                                       |
| Бадалона Пумпеу Фабра     | Лінія 2                             | немає                                                                       |

Курсивом відзначені станції, що будуються або плануються, і пересадки.

## Історія
- 1926: відкрито чергу «Бурдета» — «Каталонія»[8];
- 1932: відкрито чергу «Бурдета» — «Санта-Еулалія»[8] та «Каталонія» — «Арк-де-Тріумф».[9];
- 1933: відкрито чергу «Арк-де-Тріумф» — «Марина»;
- 23 червня 1951: відкрито чергу «Марина» — «Клот»[10];
- 8 травня 1953: відкрито чергу «Клот» — «Навас-де-Толоса» (сьогоденна «Навас»).[11];
- 26 січня 1954: відкрито чергу «Навас-де-Толоса» — «Фабра-і-Пуч»[12];
- 14 березня 1968: відкрито чергу  "Фабра-і-Пуч" — "Торрас-і-Бажес"[13];
- 8 липня 1980: закриття старої станції «Санта-Еулалія», лінію скорочено до станції «Бордета»;
- 21 грудня 1983: відкрито чергу «Торрас-і-Бажес» — «Санта-Колома»[14]
- 23 грудня 1983: відкрито чергу «Бордета» - «Туррасса», з відкриттям на цій дистанції нової станції «Санта-Еулалія» і закриттям станції «Бордета»[15]
- 24 квітня 1987: відкрито чергу «Туррасса» — «Авінгуда-Каррілет»[16];
- 19 жовтня 1989: відкрито чергу «Авінгуда-Каррілет» — «Фейша-Льярга» (наразі «Оспиталь-де-Бельвітже»).[17];
- 18 лютого 1992: відкрито чергу «Санта-Колома» — «Фондо»[18];
- червень 2007: на реконструкцію закрито станцію «Меркат-Ноу»;
- 30 червня 2009: після реконструкції відкрито станцію «Меркат-Ноу» на дистанції «Санта-Еулалія» — «Пласа-де-Сантс»;
- серпень 2010: відкриття відстійників для поїздів за станцією «Оспиталь-де-Бельвітже»;

Еволюція лінії 1, 1926-1992 (в тому числі планований розвиток)

## Технічна характеристика
Лінія має наступні технічні характеристики:
| Колір на схемі        | Червоний                                                                                           |
| Кількість станцій     | 30                                                                                                 |
| Тип                   | легке метро                                                                                        |
| Довжина               | 20.7 км                                                                                            |
| Рухомий склад         | 4000 series, 6000 series                                                                           |
| Райони, що обслуговує | Оспіталет-де-Льобрегат, Барселона: (Сантс-Монжуїк, Ашямпла, Сант-Марті, Сант-Андреу), Санта-Кулома |
| Час в дорозі          | 35 хвилин                                                                                          |
| Ширина колії          | 1672 мм                                                                                            |
| Тип живлення          | Електрика                                                                                          |
| Джерело живлення      | Контактна мережа                                                                                   |
| Наземні дистанції     | Є (між «Санта-Еулалья» та «Меркат-Ноу»)                                                            |
| Мобільне покриття     | Повне                                                                                              |
| Депо                  | Санта-Еулалья, Сагрера.                                                                            |
| Оператор              | TMB                                                                                                |